# Sítios paleontológicos com afloramentos botânicos de regiões do Brasil.
Os sítios paleobotânicos preservam informações relevantes e cruciais sobre a história das plantas, a partir do momento que possibilitam uma variedade de informações de restos vegetais fossilizados incluindo caules, folhas, estruturas reprodutivas, entre outros. Tais informações traz uma gama de possibilidades cientificas pois pode-se, a partir disso, reconstruir a diversidade de plantas em diferentes eras geológicas, saber como foi a evolução, adaptação e interação com outros organismos. Nesse caso, é importante ressaltar alguns sítios com afloramentos botânicos específicos, como por exemplo o Afloramento Bainha; Passo das Tropas; Sítios paleobotânicos do Arenito Mata; Afloramento Morro do Papaléo.
O Afloramento Bainha localiza-se no município de Criciúma, Santa Catarina, Brasil. O afloramento representa um sítio de grande importância para a “flora Glossopteris”, do qual se refere a um conjunto de plantas extintas que desempenharam importante papel na história da terra, portanto, o afloramento compõe restos fossilíferos relativos aos grupos da “flora Glossopteris” entre eles as esfenófitas, pteridófitas, pteridófilas, cordaitófitas, coniferófitas e glossopteridófitas. O afloramento Bainha representa diversidade de fósseis vegetais, possuindo 58 taxas, como também representa um afloramento com registros da flora gondwânica pós-glacial.
Ademais, localizado em Santa Maria, Rio Grande do Sul, Brasil, o sítio Passo das tropas está associado como “Flora Dicroidium”. O sítio passo das Tropas é um marco bioestratigráfico triássico na evolução paleoflorística. Está referido como o único registro de megaflora de idade mesotriássica no Gondwana brasileiro. No afloramento, há a presença das seguintes taxas: Sphenophyta, Pteridophylla, Pteridospermophyta, Ginkgophyta, Coniferophyta, Benettitales, Cycadales, Incertae sedis.
Sítios paleobotânicos também não estão somente relacionados com fósseis das partes moles da planta. Como exemplo disso tem-se, portanto, os sítios paleobotânicos do Arenito Mata, localizados na Mata e São Pedro do Sul, no Rio Grande do Sul, Brasil. Os afloramentos do sítio são conhecidos como “florestas petrificadas”, ou seja, são grandes troncos mineralizados. Tais afloramentos do sítio são considerados importantes sítios paleobotânicos, no entanto, apesar da importância há exploração sistemática e abusiva destes afloramentos, complicando a proteção/preservação destes materiais geológicos. A lignitafoflora do sítio Arenito Mata tem domínio de coníferas levando em consideração as associações de madeiras permineralizadas. Nesse sentido, as primeiras referencias de vegetais fósseis nesses sítios são: madeiras fósseis, répteis, madeiras silicificadas, troncos fósseis (Araucarioxylon (Dadoxylon).
Ademais, o Afloramento Morro do Papaléo localiza-se no município de Mariana Pimentel, tal afloramento possui uma condição que não é vista em outros sítios da bacia do Paraná, isto é, apresenta três fitozonas numa mesma exposição tridimensional e contínua.  O afloramento ocorre fósseis em dois níveis estratigráficos, que corresponde a N1 e N2. No N1 tem-se grande quantidade de palinomorfos, como por exemplo esporos dos gêneros Brevitriletes, Calamospora, Cirratriradites, Cristatisporites, etc; grãos de pólen do tipo Cycadopites, Divarisaccus, Limitisporites, Peppersites, Striomonosaccites, Vittatina, Cannanoropolis, Illinites, Protohaploxypinus, Vesicaspora e raros fungos (Portalites). O N2 está relacionado com a megaflora, que representa, nesse sentido, impressões de frondes de Botrychiopsis, de folhas de Glossopteris, Gangamopteris e Cordaites, e de sementes do tipo Samaropsis sp. e Cordaicarpus sp. Há outras impressões como a N3 e N4. A N3 há correspondente de folhas de Gangamopteris, Cordaites e Chiropteis, e de sementes do tipo Samaropsis. Já em relação a N4, há impressões foliares de diversos gêneros como por exemplo: Gangamopteris, Glossopteris, Dicranophyllum, entre outros.

Paleobotânica